# Oniscidea
Oniscidea Latreille, 1802 è un sottordine di crostacei isopodi che conta oltre 3.000 specie conosciute.

## Ecologia

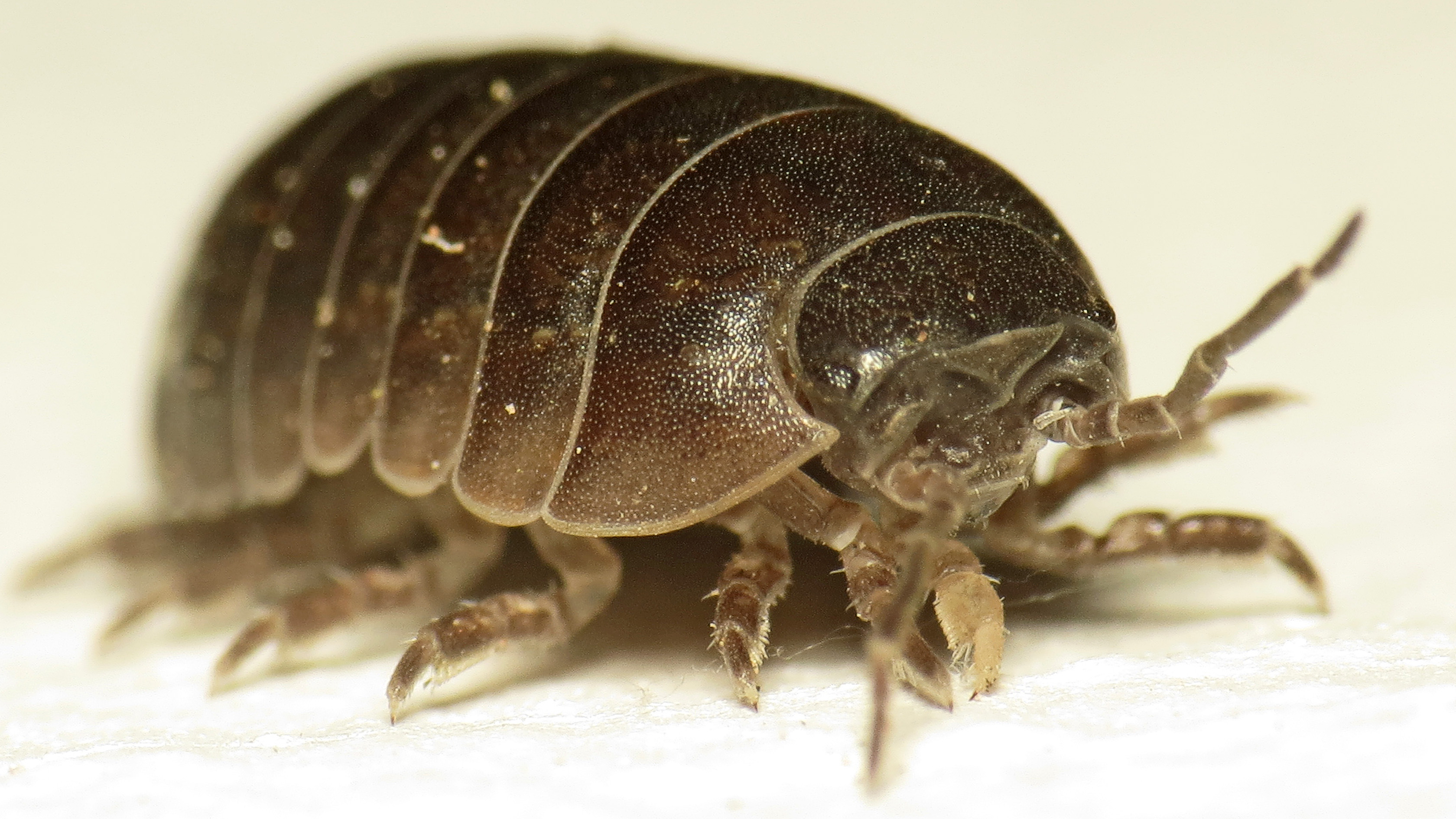
Esemplare di Oniscidea

Gli Oniscidi necessitano di un ambiente umido per sopravvivere, poiché la respirazione avviene attraverso branchie chiamate pseudotrachea. Per questo motivo, spesso si trovano sotto le pietre o i tronchi degli alberi. Solitamente sono animali notturni e detritivori. Si nutrono di materia organica morta, anche se sono conosciute specie che si nutrono di piante coltivate come le fragole mature o i teneri germogli. Questi organismi riciclano quindi le sostanze nutritive reimmettendole nel terreno. Negli ambienti artificiali molto umidi, come le serre, questi crostacei possono diventare numerosi e danneggiare le giovani piante.
Gli Oniscidi hanno un duro esoscheletro che viene progressivamente mutato durante la crescita. La muta avviene in due fasi: la metà posteriore è sostituita per prima, seguita, due o tre giorni più tardi, dalla metà anteriore. Questo metodo di muta è differente da quello della maggior parte degli artropodi, che cambiano la loro cuticola in un unico processo.
La femmina di questi Isopodi tiene le uova fecondate in un marsupio situato nella parte inferiore del corpo, fino a che non si schiudono in piccole larve bianche. La madre quindi sembra "dare alla luce" la prole.
Alcune specie di Oniscidea sono in grado di appallottolarsi su se stessi quando sono minacciati dai predatori, lasciando esposto solo il duro esoscheletro.
Il tasso metabolico degli Oniscidi dipende dalla temperatura esterna. A differenza di uccelli e mammiferi, infatti, gli invertebrati non sono animali a sangue caldo: la temperatura ambientale influenza quindi il loro tasso di respirazione. Non sono generalmente considerati come animali dannosi, in quanto non trasmettono malattie e non distruggono il legno o gli edifici, ma la loro presenza può indicare problemi di umidità.
Gli Oniscidea sono predati da molti insettivori, ma i soli animali che si nutrono esclusivamente di Oniscidea sono i ragni del genere Dysdera, come il Dysdera crocata.

### Isopodi acquatici
Sebbene gli Oniscidi siano crostacei terrestri, alcune specie si sono adattate ad un ambiente acquatico, come la Ligia oceanica, della famiglia Ligiidae.
Altri esempi includono alcune specie del genere Haloniscus dell'Australia (famiglia Scyphacidae), e nell'emisfero boreale alcune specie appartenenti alla famiglia Trichoniscidae e la Thailandoniscus annae (famiglia Styloniscidae). Specie per le quali la vita acquatica è assodata includono Typhlotricholigoides aquaticus (Messico) e Cantabroniscus primitivus (Spagna).

## Tassonomia
Comprende le seguenti famiglie:
- Infraordine Tylomorpha
  - Tylidae Dana, 1852
- Infraordine Ligiamorpha
  - Sezione Diplocheta Vandel, 1957
    - Ligiidae Leach, 1814
    - Mesoniscidae Verhoeff, 1908

  - Sezione Synocheta Legrand, 1946
    - Superfamiglia Trichoniscoidea Sars, 1899
      - Buddelundiellidae Verhoeff, 1930
      - Trichoniscidae Sars, 1899
        - Alpioniscus Racovitza, 1908

      - Superfamiglia Styloniscoidea Vandel, 1952
      - Schoebliidae Verhoeff, 1938
      - Styloniscidae Vandel, 1952
      - Titaniidae Verhoeff, 1938
      - Tunanoniscidae Borutskii, 1969

  - Sezione Crinocheta Legrand, 1946
    - Superfamiglia Oniscoidea Latreille, 1802
      - Bathytropidae Vandel, 1952
      - Berytoniscidae Vandel, 1973
      - Detonidae Budde-Lund, 1906
      - Halophilosciidae Verhoeff, 1908
      - Olibrinidae Vandel, 1973
      - Oniscidae Latreille, 1802
      - Philosciidae Kinahan, 1857
      - Platyarthridae Vandel, 1946
      - Pudeoniscidae Lemos de Castro, 1973
      - Rhyscotidae Budde-Lund, 1908
      - Scyphacidae Dana, 1852
      - Speleoniscidae Vandel, 1948
      - Sphaeroniscidae Vandel, 1964
      - Stenoniscidae Budde-Lund, 1904
      - Tendosphaeridae Verhoeff, 1930

    - Superfamiglia Armadilloidea Brandt, 1831
      - Actaeciidae Vandel, 1952
      - Armadillidae Brandt, 1831
      - Armadillidiidae Brandt, 1833
      - Atlantidiidae Arcangeli, 1954
      - Balloniscidae Vandel, 1963
      - Cylisticidae Verhoeff, 1949
      - Eubelidae Budde-Lund, 1904
      - Periscyphicidae Ferrara, 1973
      - Porcellionidae Brandt, 1831
      - Trachelipodidae Strouhal, 1953
- incertae sedis
  - Dubioniscidae Schultz, 1995
  - Helelidae Ferrara, 1977
  - Irmaosidae Ferrara & Taiti, 1983
  - Pseudarmadillidae Vandel, 1973
  - Scleropactidae Verhoeff, 1938